# 朱光燾
朱光燾（1886年—1960年）字谋先，祖籍安徽，生于浙江杭州﹐中国实业家。

## 生平
光绪三十二年（1906年），朱光燾入日本东京高等工业学校学习染织。宣统元年（1909年）毕业归国后，获游学毕业进士，授翰林院庶吉士。宣统三年（1911年），任浙江官立中等工业学堂染织科主任。
1912年，朱光焘同浙江公立中等工业学校校长许炳堃等人集资两万元，在杭州创办纬成丝呢公司（1913年改稱緯成股份有限公司），生产西装面料丝呢三角缎、水波缎，合称“纬成缎”。1918年巴拿马国际博览会上，纬成缎荣获金奖。后来，纬成公司成了浙江省规模最大的丝绸生产方面的民族资本企业。自創辦至1923年﹐该公司先後七次增資扩股﹐ 截至1923年資本达240萬元。
1932年淞滬抗戰後﹐由于生絲出口停滯﹐中国國內市場也遭破壞﹐絲綢銷路不畅。1932年，緯成公司宣告破產停業。1937年12月﹐日軍佔領杭州﹐緯成公司在杭州的財產全部遭到侵占﹐所產生絲遭日本方面掠奪。
1960年，朱光焘逝世。